# 北江村
北江村（きたえむら）は、大阪府中河内郡にあった村。現在の東大阪市の北端、学研都市線・鴻池新田駅の周辺にあたる。

## 地理
- 河川：寝屋川、五箇井路、六郷井路

## 歴史
- 1889年（明治22年）4月1日 - 町村制の施行により、若江郡新庄村・鴻池新田・三島新田の区域をもって発足。
- 1896年（明治29年）4月1日 - 所属郡が中河内郡に変更。
- 1931年（昭和6年）4月1日 - 西六郷村・東六郷村と合併して盾津村が発足。同日北江村廃止。

## 交通

### 鉄道路線
- 鉄道省
  - 片町線
    - 鴻池新田駅

## 現在の旧村域
概ね町村制施行前の旧村名を継承した鴻池徳庵町・西鴻池町・鴻池本町・鴻池元町・北鴻池町・鴻池町・中鴻池町・南鴻池町・東鴻池町・新鴻池町・三島・新庄・新庄西・新庄南および新庄東に該当し、東大阪市立盾津中学校の学区の一部をなす。